# Lamna nasus
Lo smeriglio (Lamna nasus Bonnaterre, 1788), conosciuto anche come vitello di mare (o porbeagle), è una specie di squalo del genere Lamna.

## Descrizione

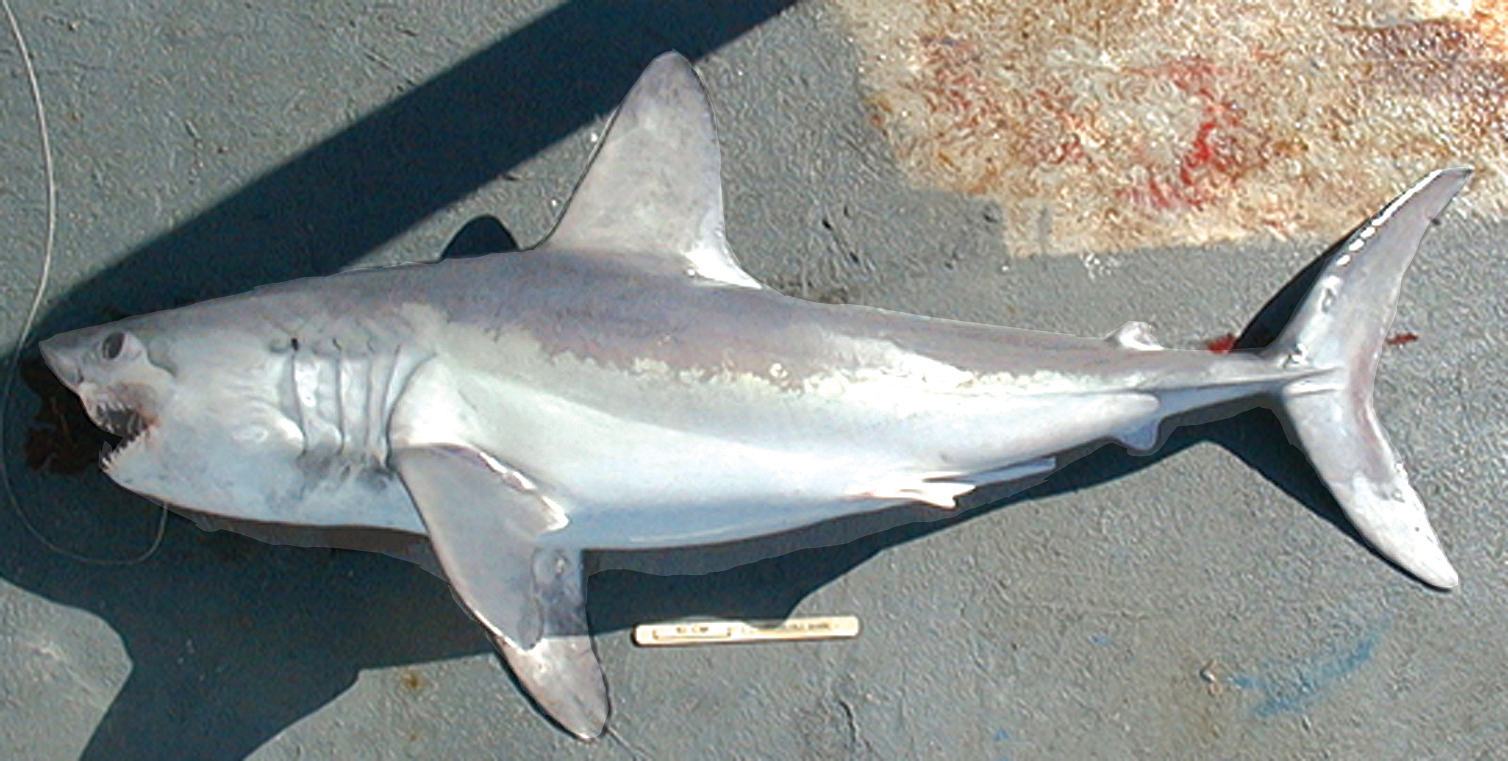
Smeriglio

Per la sua lunghezza che si aggira intorno ai 3,6 m è considerato una delle specie più piccole dei Lamnidi. Tuttavia, il suo peso si attesta solitamente sui 135 kg, fino ad arrivare al peso massimo registrato di 230 kg.
I colori della specie variano dal grigio-blu al marrone con macchie bianche. È dotato di una carena secondaria, situata alla base della coda.

## Termoregolazione
Pesce a «sangue caldo»: grazie alla sua capacità di convertire la forza muscolare, l'attività fisica, in calore, riscalda il sangue, ottenendo una temperatura anche di una decina di gradi superiore a quella dell'ambiente esterno.

## Distribuzione
Si trova nell'Oceano Atlantico, Indiano e Pacifico, e nel Mediterraneo, fino alla profondità di 400 metri.

## Biologia
Lo smeriglio si nutre di sgombri, ombrine, calamari e merluzzi.
La scarsa capacità riproduttiva e la cattura accidentale di esemplari di squalo smeriglio rende questa specie vulnerabile allo sfruttamento. La specie è classificata come "vulnerabile".